# Bremer Marktplatz
Der Bremer Marktplatz liegt im Zentrum der Hansestadt und ist einer der ältesten öffentlichen Plätze Bremens. Auf der gut 3.484 Quadratmeter großen Freifläche, in die fünf Straßen münden und an die sich zwei weitere Plätze anschließen, findet heutzutage kein Markt mehr statt. Ausnahmen sind der Bremer Weihnachtsmarkt und der Kleine Freimarkt. Von Einheimischen wird der Marktplatz auch als „gute Stube“ der Stadt bezeichnet. Als Postadresse heißt er Am Markt. Er steht unter Denkmalschutz seit 1917.

## Lage
Der Bremer Marktplatz liegt im östlichen Teil der Altstadt auf der rechten Weserseite und ist nordwest-südöstlich-orientiert. In seine westliche Ecke münden die Langenstraße sowie die Stintbrücke, und an seinem nördlichen Ende schließen sich die Obernstraße und der Liebfrauenkirchhof an. Im Osten grenzt der Platz an den Grasmarkt und im Süden an die Straße „Am Markt“. Der Marktplatz hat die Form eines leicht eingedrückten Trapezes. Die Nordostseite weist eine Länge von 60 Meter auf, die Südostseite misst gut 54 Meter, die Nordwestseite etwa 51 und die Südwestseite 74 Meter.
Der gesamte Marktplatz ist, ebenso wie einige anschließende Straßen, eine Fußgängerzone. Vom Grasmarkt führen jedoch Straßenbahnschienen für die Linien 2 und 3 an der nordwestlichen Seite des Platzes zwischen Rathaus und Roland entlang zur Obernstraße.

## Geschichte und Entwicklung

### Anfänge
Während in den 1950er Jahren vermutet wurde, vor dem Bau des Rathauses sei nur bei der wahrscheinlich im frühen 9. Jahrhundert von Bischof Willerich gegründeten St.-Veits-, heute Liebfrauenkirche Markt gehalten worden, geht man aufgrund von seit den 1970er Jahren durchgeführten archäologischen Untersuchungen heute davon aus, dass sich Marktareale zunächst gleichzeitig am Ufer der Balge und auf dem Dünenkamm entwickelt haben.
Das an die Balge grenzende Gelände hatte im Verlauf des Weserarmes eine unterschiedliche Gestalt: Im westlichen Teil stieg es deutlich an, dort entstand die Langenstraße mit Schiffsländen auf der Südseite und Häusern der Händler am Dünenhang. Im unteren Teil des heutigen Marktplatzes war das Gelände flach, ungeeignet für den Bau fester Häuser, aber gut geeignet für provisorische Marktbuden. Die Südecke diente als Fischmarkt, wie umfangreiche Abfallfunde belegen. Im oberen Teil des heutigen Platzes stieg das Terrain steiler an als heute.
Der heute Unser Lieben Frauen Kirchhof genannte Platz bei der St.-Veits- bzw. Liebfrauenkirche, die auch als Marktkirche bezeichnet wurde, war wohl vom Marktprivileg des Königs Arnulf von Kärnten bis ins 19. Jahrhundert Hauptstätte des jährlichen Freimarktes. Die Marktfläche bei der Kirche stand allerdings bis ins 13. Jahrhundert in Platzkonkurrenz zu deren Friedhof.

### Platzanlage

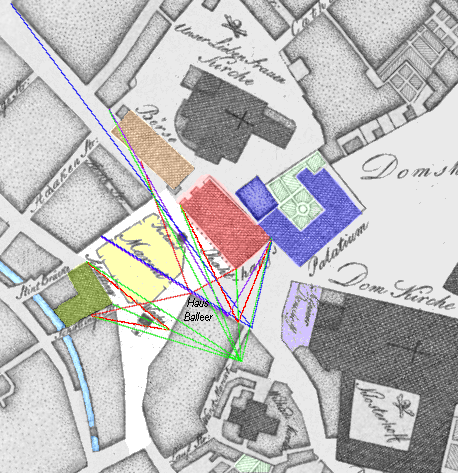
Marktgrundriss 1796: Rathaus rot, Palatium blau, Schütting oliv; Alte Börse (braun) – 1614 bis 1687 eine Freifläche, sonst 1796 wie 1630; mögliche (rot) und fiktive (grün) Sichtlinien Merians

In der Chronik Adams von Bremen wird das große Tor („porta grandis“) der Domburg gegen den Markt („contra forum“) erwähnt, das um 1030 errichtet, aber wenig später wieder abgerissen wurde, um die Steine für den Neubau des Doms zu nutzen. Pflasterreste der durch das Tor führenden Straße wurden 2002 gefunden, nördlich vor den Fundamenten des Balleerhauses, gegenüber den südöstlichsten Bögen der Rathausarkade. Beides zusammen legt nahe, dass „forum“ schon im 11. Jahrhundert den heutigen Marktplatz bezeichnete.
Damals bildete dessen östliche Begrenzung der Außenrand des bei Anlage der Mauer zugeschütteten 12 m breiten Burggrabens. Unter dem Keller des Balleerhauses 2002 gefundene Spuren eines hölzernen Kellers aus dem 12. Jahrhundert zeigen, dass hundert Jahre nach dem großen Tor schon begonnen worden war, das Areal des Befestigungsrings zu bebauen.
Die 1860 für den Bau der Börse abgerissenen Häuser waren erst Mitte des 15. Jahrhunderts (Balleerhaus) und später errichtet wurden, aber die Baulinie ihrer Marktgiebel folgte noch annähernd der Außenseite des Grabens der Domburg.
Zum Westrand des Marktplatzes gibt es die Theorie, dass er sich bis an die heutige Hakenstraße erstreckt habe, was auf ein zusammenhängendes Areal von der St. Veits-Kirche bis zur Balge hinauslaufen würde. Allerdings weist der archäologische Fund einer Feuerstelle darauf hin, dass schon im 9. Jahrhundert mit der Bebauung des Streifens zwischen Hakenstraße und heutigem Rand des Platzes begonnen wurde.
Seit dem späten 12. Jahrhundert wurde in mehreren Schritten das untere Ende des Platzes etwas erhöht und insgesamt ein gleichmäßiges Gefälle hergestellt. Dazu wurde vorwiegend Schlamm aus der Balge verwendet, die man auf diese Weise schiffbar zu erhalten suchte. Schon Ende des 13. Jahrhunderts, also hundert Jahre vor dem Bau des heutigen Rathauses, war das heutige Bodenrelief hergestellt und der gesamte Platz mit Steinen gepflastert.

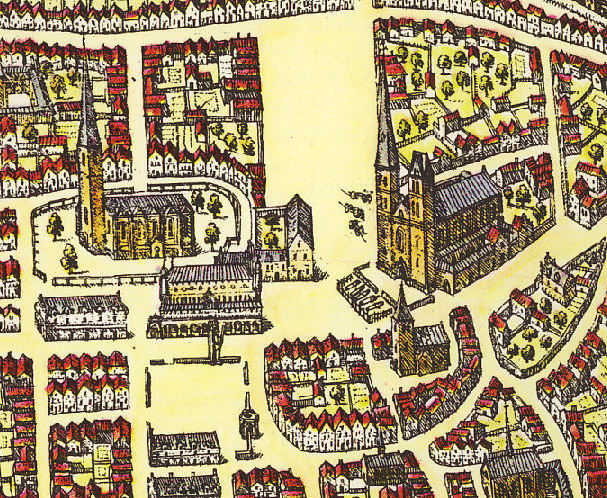
1589: Marktplatz (aus dem topografisch ungenauen, kolorierten Kupferstich von Frans Hogenberg)
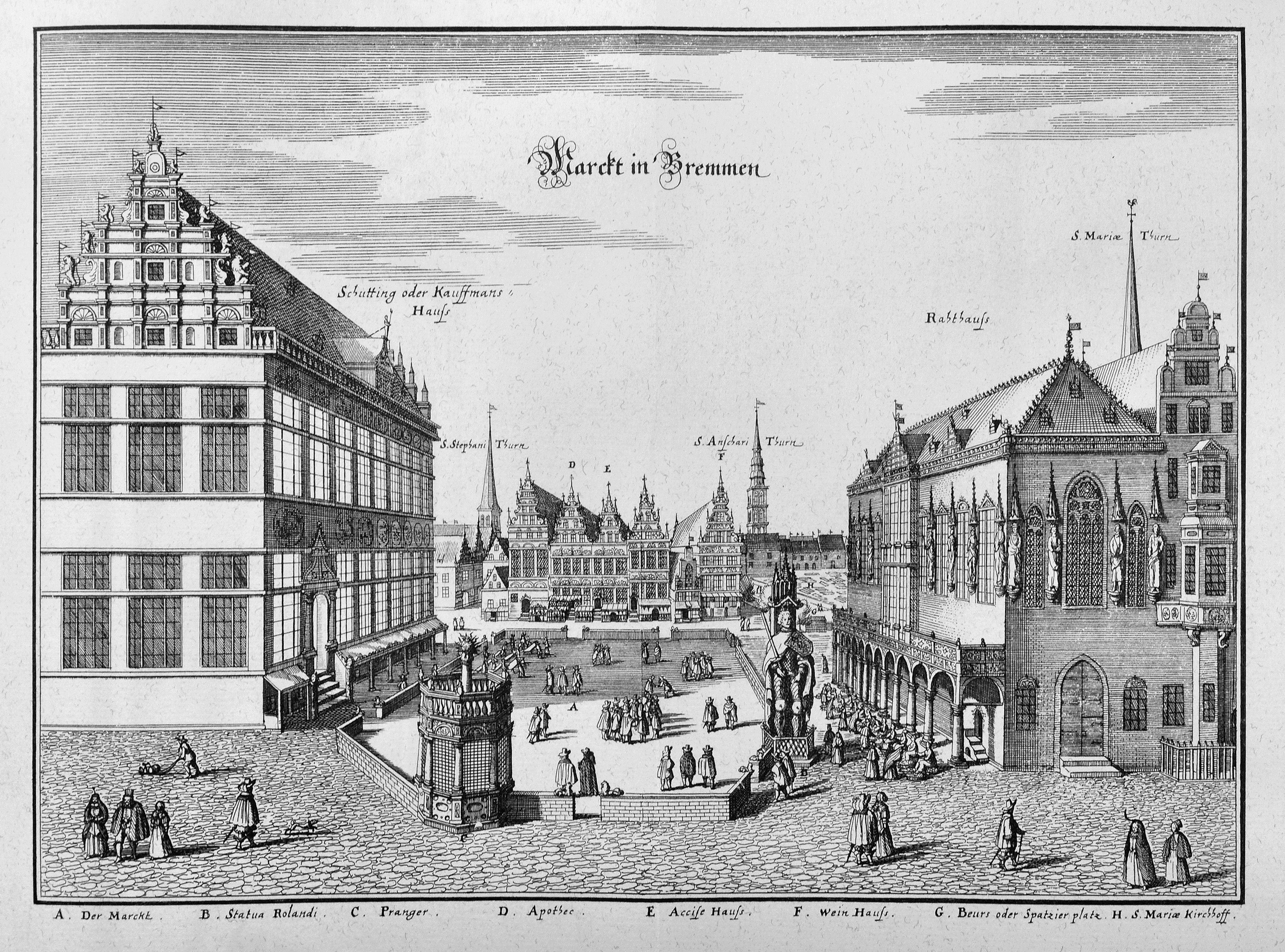
M. Merian d. Ä.: 1630: Marktplatz von Südosten. Links Schütting, rechts Rathaus, Marktmauer mit Pranger (fiktive Betrachterposition, siehe Grundriss von 1796)
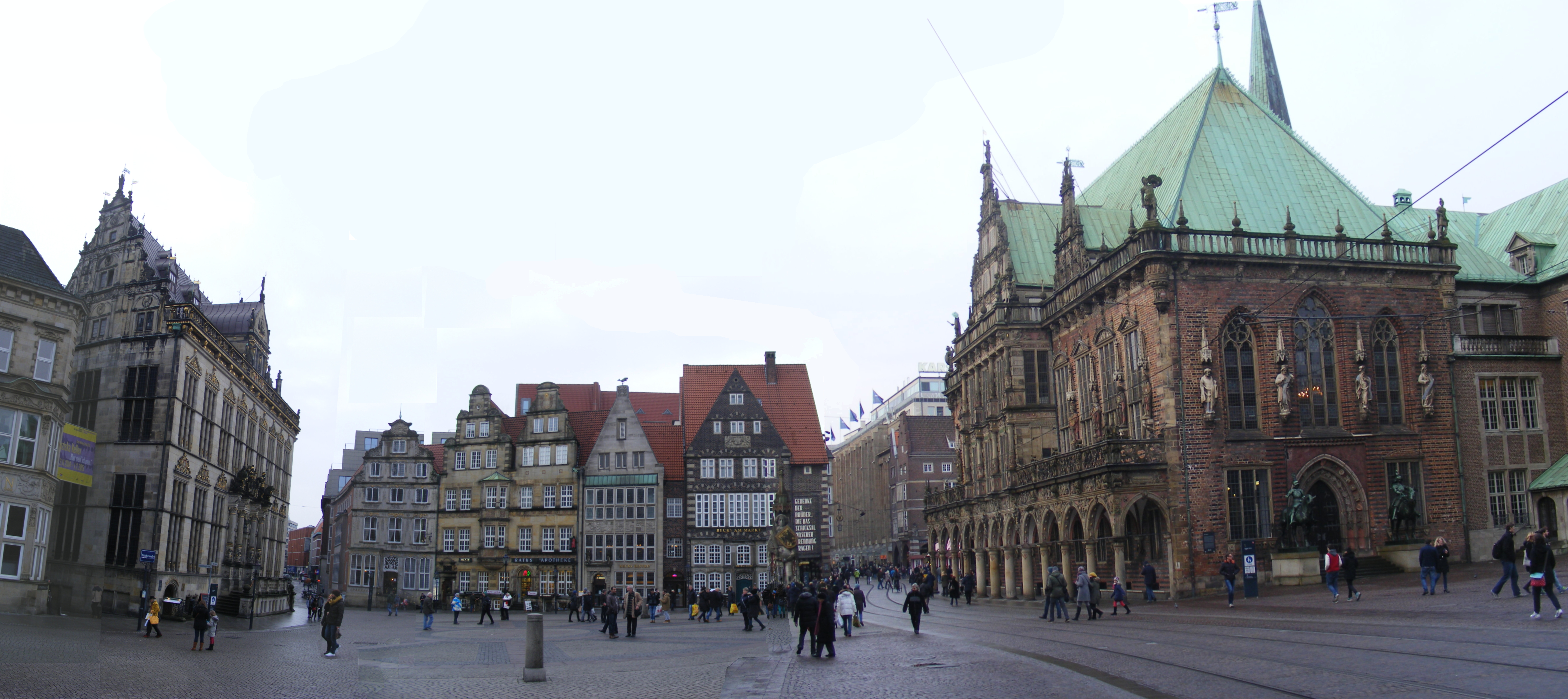
Bremer Markt von Südosten – Montage aus Fotos mit Merians möglichen Blickrichtungen

### Markt am Rathaus
Etwa gleichzeitig mit dem Bau des Rathauses erneuerte man auf dem Marktplatz die Roland-Statue. In den folgenden Jahren wurde eine 110 bis 120 Zentimeter hohe Steinmauer errichtet, die den Platz in einen inneren Bereich und einen äußeren Ring teilte. Der Markt wurde im inneren Bereich abgehalten und es galt die Regelung, dass nur Händler teilnehmen durften, deren Wagen durch einen der sieben Durchlässe in der Umfriedung passten. Mit dieser Verfügung wollte der Rat der Stadt den Marktkunden mehr Platz zum Umhergehen zwischen den einzelnen Verkaufsständen bieten, da zuvor oftmals ein zu großes Gedränge geherrscht hatte.
Anfang des 19. Jahrhunderts baute man die Mauer ab und ersetzte sie durch einzelne Steinsäulen, die einen Kreis bildeten. Damals hatte der Platz seine herausragende wirtschaftliche Bedeutung als Handels- und Umschlagplatz für Bremen längst verloren, obwohl noch bis in die 1930er Jahre dort Markt für den lokalen Konsum abgehalten wurde. Im Jahr 1863 wurden auf dem Platz Sandsteinplatten verlegt. Das Innere des Säulenkreises zeigte ein zehnspeichiges Rad aus dunkleren Steinen, dessen Zentrum ein mit rötlichem Stein gebildetes Hanseatenkreuz (Tatzenkreuz) bildete. Das Kreuz, welches einen Durchmesser von 4,8 Metern aufweist, sollte an die Bedeutung der Hanseatischen Legion während der Epoche der Befreiungskriege erinnern. Der Pflasterbelag des Bremer Marktplatzes wurde von Februar bis Juni 2002 erneuert. Der neugestaltete historische Bremer Marktplatz wurde darauf der Öffentlichkeit am 10. Oktober mit einer Eröffnungsparty übergeben.

### Ausgrabungen

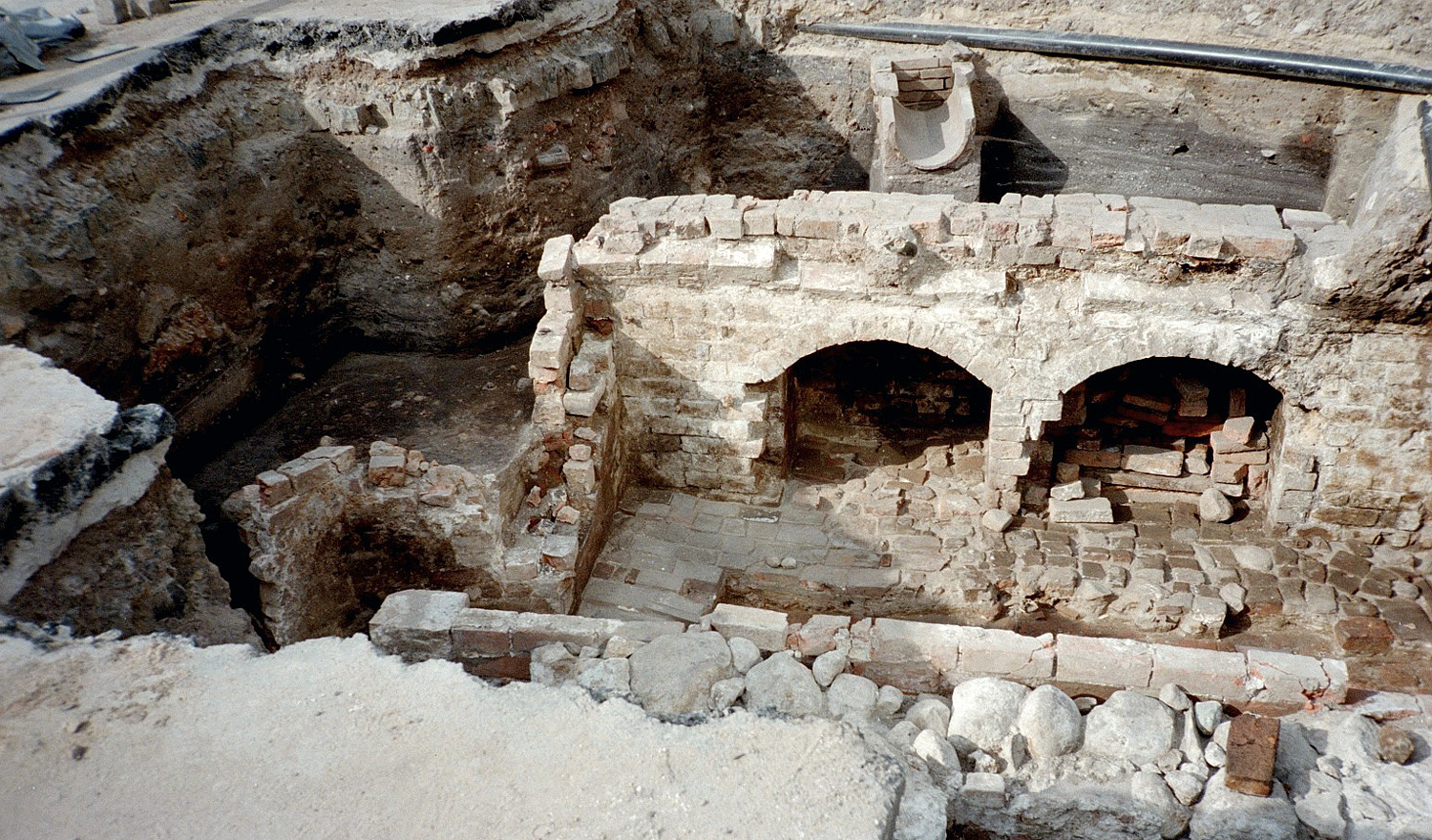
Grabung 2002

Während dieser Erneuerungen stieß man an verschiedenen Stellen auf archäologische Fundstücke aus dem 6. bis 18. Jahrhundert. Zwar erlaubte die Baubehörde keine umfassenden Grabungen, es konnten jedoch punktuelle Untersuchungen durchgeführt werden. Die Ausgrabungen wurden vom Landesarchäologen durchgeführt. Im Rahmen der Grabungen wurden unter anderem Reste von Ummauerung und Markttor der frühmittelalterlichen Domburg gefunden und Grundmauern jener Häuser dokumentiert, die vor der Erweiterung des Marktplatzes beim Bau der Börse dessen Ostseite markiert hatten. Ferner gelang die Bergung von 5.719 Knochen und Knochenstücken sowohl von Menschen als auch von Haustieren und Vögeln. Außerdem wurden Keramikfragmente und andere Alltagsgegenstände wie Knochennadeln, Knochenwürfel, Gefäße und Münzen geborgen.
Nach der Beendigung der archäologischen Arbeiten wurden für einige Wochen Glasplatten ebenerdig in die Ränder der Gruben eingelassen, so dass Passanten die Möglichkeit hatten, einen Blick auf die Fundstellen zu werfen. Im Sommer 2002 waren diese Platten Anstoß für eine öffentliche Diskussion, in der darum gestritten wurde, ob die „Gucklöcher“ eine dauerhafte Einrichtung seien oder man sie nach dem Ende der Marktplatz-Sanierung entfernen sollte. Letztendlich entschied man sich dafür, die Gruben wieder aufzufüllen. Heute ist nichts mehr von ihnen zu sehen.

### Gerichtsbarkeit, Strafjustiz und Marktwache

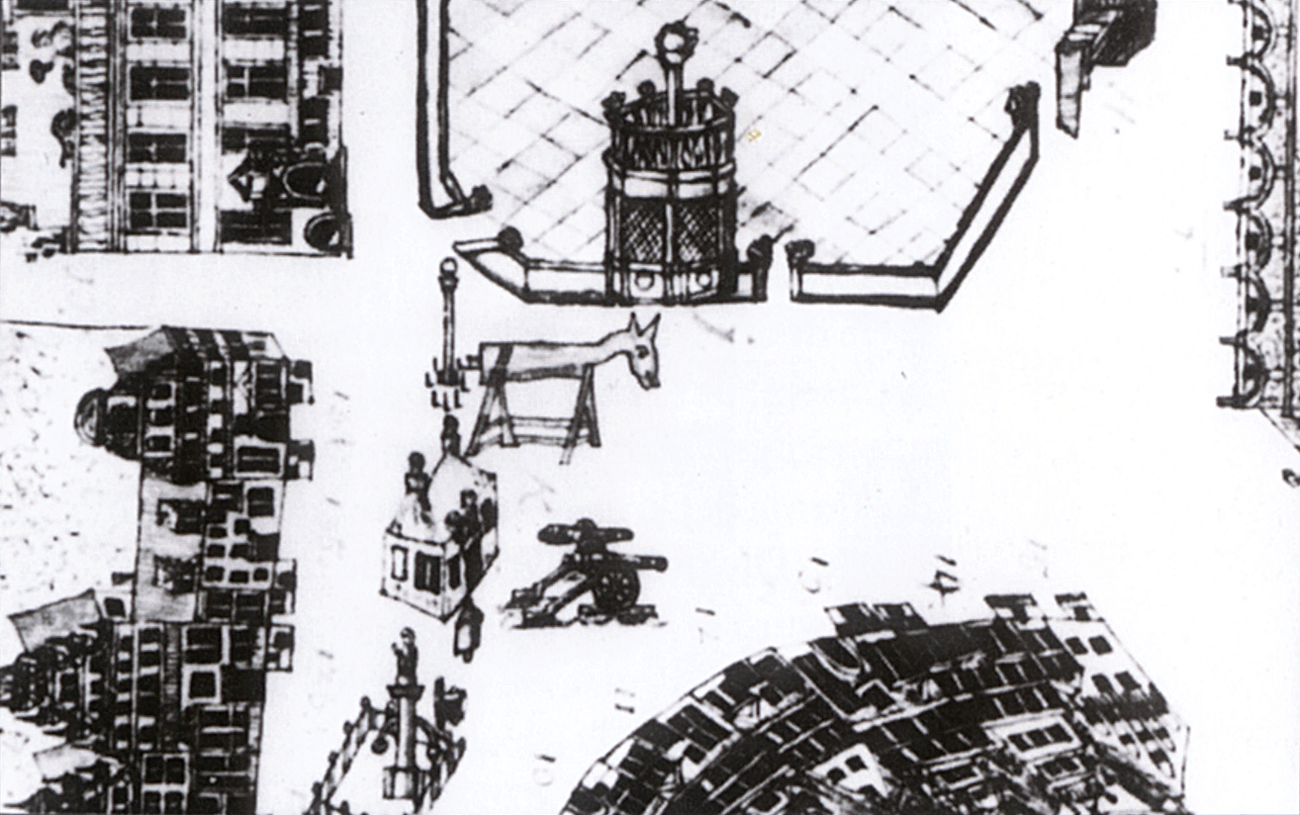
Der Schandesel und Kaak (Pranger) auf dem Marktplatz. Zeichnung um 1730 (am linken oberen Bildrand der Schütting, rechts ein Teil der Rathausfassade)

Seit dem Beginn seines Bestehens war der Marktplatz auch Ort der Gerichtsbarkeit und der Strafvollstreckung.
Durch den Bau des Rathauses musste im Jahr 1405 auch das Gericht des Stadtvogts an einen anderen Standort verlegt werden, da der vorherige überbaut wurde. Man entschied sich für den Bereich unter dem zweiten Rathausbogen von Westen. Anders als das Gericht des Stadtrates tagte dieses öffentlich. Zudem gehörten ihm auch bürgerliche Beisitzer an. Mit dem Umzug verlor das Gericht jedoch an Bedeutung gegenüber dem Ratsgericht. An den drei jährlichen Verhandlungstagen wurden vor allem Eigentums- und Anspruchskonflikte verhandelt. Zudem musste der Stadtvogt die Urteile des Ratsgerichts bestätigen. Mit der Auflösung der Stadtvogtei im Jahre 1802 hörte auch das Gericht auf zu bestehen.
Mit einem Pranger (dem so genannten Kaak) und einem Schandesel befanden sich auch die äußeren Zeichen der Gerichtsbarkeit auf dem Marktplatz. Der Pranger wurde im 16. Jahrhundert errichtet, wies eine achteckige Form auf und war an der Ostseite des Platzes in die Marktmauer integriert. Im Inneren des kleinen Gebäudes führte eine enge Wendeltreppe auf die obere Plattform, auf der der Schandpfahl stand. An diesen wurden die Verurteilten angebunden und ausgepeitscht. Je nach Art des Verbrechens mussten sie jedoch auch lediglich die öffentliche Schande ertragen. Der Kaak wurde im Jahr 1786 wegen Baufälligkeit abgerissen.
Vermutlich bereits vor dem Kaak stellte man den Schandesel auf dem Platz auf. Sein Standort lag nahe dem des Prangers, allerdings außerhalb der Marktmauer. Der Schandesel war ein Holzgestell mit vier Beinen, auf dem ein Körper in der Form eines Esels montiert war. Die Delinquenten wurden auf ihn gesetzt und zum Teil auch festgebunden. Auf dem Schandesel fand aber keine Auspeitschung statt. Er diente, wie der Name schon andeutet, der Hervorhebung der Schande des Verbrechens. Zwischen 1734 und 1738 entfernte man ihn.
Außerhalb der Marktmauer, in der Nähe des Schandesels, stand im 17. Jahrhundert noch ein kleines, mehreckiges Wachthäuschen mit barocker Haube für die „Posten an Rathaus, Akzise und Konsumptionshaus“, das mit der Marktmauer 1813 verschwand.

## Bebauung
Das Gebäudeensemble, das den Bremer Marktplatz einrahmt, gilt als eines der schönsten in Deutschland. Mit der Roland-Statue und dem Rathaus wurde ein Teil davon im Juli des Jahres 2004 in die UNESCO-Welterbe-Liste aufgenommen. Die Gestaltung des Marktes ist recht einheitlich geprägt durch die Materialien Sandstein (u. a. Schütting) und dunklen Backstein oder Klinker (u. a. Rathaus, Bürgerschaft).

### Nordostseite
An der Nordostseite des Platzes befindet sich das Bremer Rathaus. Dieses wurde in den Jahren 1405 bis 1410 im gotischen Stil errichtet. Seine heutige Form erhielt der Bau in den Jahren 1608 bis 1612 unter der Leitung des Architekten Lüder von Bentheim. Dieser erneuerte die komplette Marktplatz-Fassade und gestaltete sie im Stil der Weserrenaissance.

### Südostseite

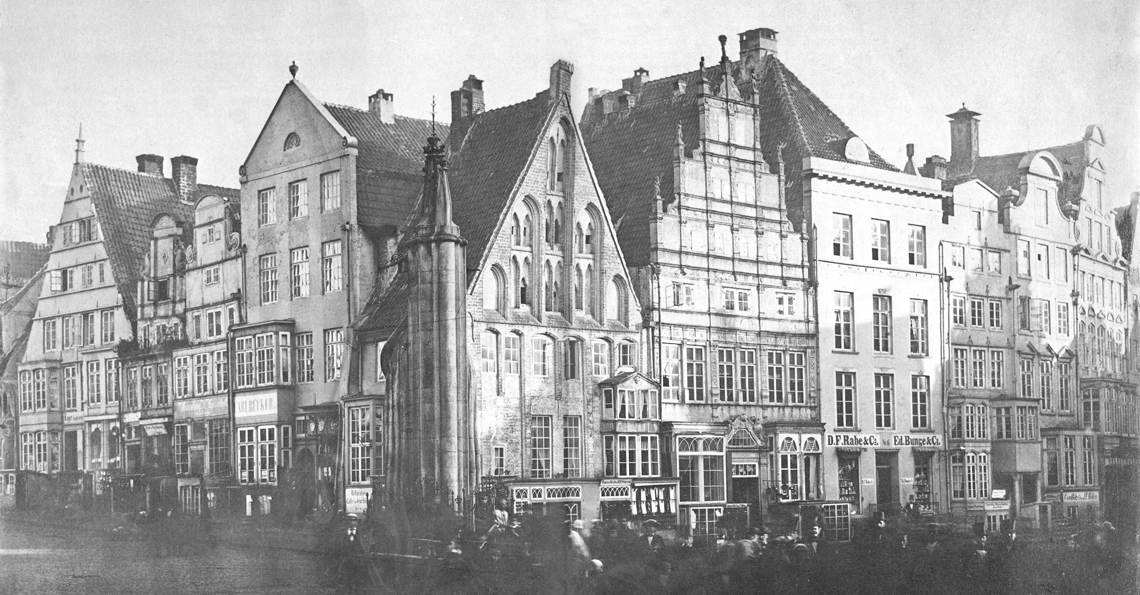
1859: Häuser der Südostseite kurz vor dem Abriss: Eckhaus Balleer, rechts daneben Nr. 25

An dieser Seite des Marktplatzes und an dem angrenzenden Grasmarkt vor dem Bremer Dom wurden gegen Ende des 15. Jahrhunderts aufwändig gestaltete Giebelhäuser errichtet, von denen einige bis zu 400 Jahre Bestand hatten. Das Balleersche Haus, Markt 26 / Ecke Heu- oder Grasmarkt, mit einem gotischen, sechsachsigen Backsteingiebel stammte aus dem 15. Jahrhundert. Daneben das Pundsacksche Haus aus der Renaissance, Markt 25, ein prächtiges, sechsachsiges Giebelhaus mit Pfeilervorlagen, entstand um 1570 und erhielt um 1770 ein barockes Portal und zwei eingeschossige Ausluchten. Daran schlossen sich fünf weitere Giebelhäuser, zumeist im barocken Stil, an. Die Giebelhäuser wurden im Zuge des Baus der Neuen Bremer Börse von 1860 bis 1863 abgerissen und die Baulinie um etwa zehn Meter zurück verlegt. Das neu entstandene neugotische Gebäude wurde 1864 eingeweiht und zählte aus architektonischer Sicht zu jener Zeit zu einem gut gestalteten Bau in Bremen, wurde jedoch von großen Teilen der Bevölkerung als zu klobig und unpassend an dieser Stelle empfunden.
Die Börse wurde am 20. Dezember 1943 bei einem Luftangriff der Alliierten während des Zweiten Weltkrieges vollständig zerstört. Die Ruine blieb lange Zeit stehen und wurde erst abgerissen, nachdem die Handelskammer 1957 das Gelände an die Stadt verkauft hatte. Zuvor hatte die Handelskammer 1951/1952 einen Ideenwettbewerb zur Bebauung des Grundstücks ausgeschrieben, an dem 128 Architekten teilnahmen. Die Ideen wurden jedoch nicht weiter verfolgt. Die Handelskammer realisierte bis 1956 auf dem Grundstück das Haus Börsenhof C, ein sechsgeschossiges Büro- und Geschäftshaus nach Plänen von Bernhard Wessel.
1958 schrieb die Stadt einen Architekturwettbewerb für einen neuen Sitz der Bremischen Bürgerschaft auf dem Grundstück aus, bei dem 71 Entwürfe eingereicht wurden. Man entschied sich für zwei Entwürfe, die jedoch überarbeitet werden sollten. In der Öffentlichkeit entbrannte eine kontroverse Diskussion über die Gestaltung des Baus; und so wurde 1961 ein neuer Wettbewerb ausgeschrieben, den Wassili Luckhardt gewann. Seine überarbeiteten Pläne sahen eine senkrechte Stein- und Glasgliederung der Fassade mit acht angedeuteten Giebeln auf dem Dach vor. Obwohl auch dieser Entwurf vielen Bremer Bürgern zu modern für den Marktplatz erschien, wurde er umgesetzt und 1966 das neue Haus der Bürgerschaft eröffnet.

### Südwestseite

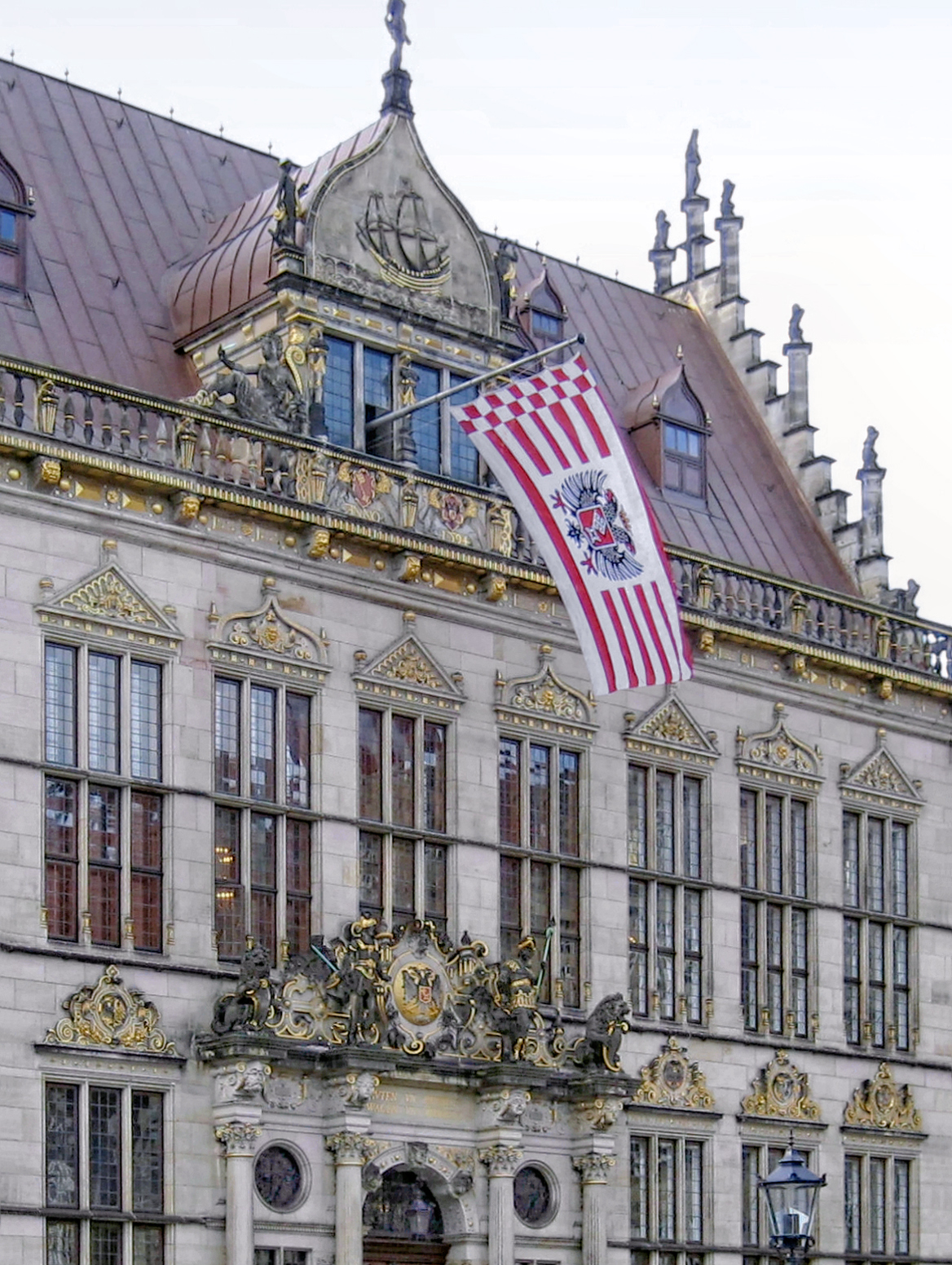
Der Schütting

Nr. 13: Der Schütting, Sitz der Handelskammer Bremen. An der Südwestseite des Marktplatzes erwarben die Bremer Kaufleute 1444 ein Haus. Dieses ließen sie 1535 abreißen. In nur zwei Jahren entstand von 1537 bis 1538 ein den strengen, feingliedrigen Renaissance-Bauten Flanderns ähnliches Gebäude, der Schütting. Die Kaufleute hatten es bewusst direkt gegenüber dem Rathaus bauen lassen, um ihre Macht als Gruppe zu demonstrieren, wiewohl ohnehin immer mehr Ratsherren aus ihren Reihen kamen. Die Inschrift im Prunkportal von 1899 buten un binnen – wagen un winnen („draußen und drinnen – wagen und gewinnen“) hat sich mittlerweile zu einer Art Bremer Stadtmotto entwickelt. Der Schütting war Sitz der Elterleute in Bremen, später auch Collegium Seniorum genannt, und seit 1849 der Handelskammer Bremen. Das Gebäude brannte nach einem Luftangriff am 6. Oktober 1944 vollständig aus, konnte jedoch bis 1956 in alter Form wieder aufgebaut werden.
Nr. 14, 15, 16: Bankhaus Neelmeyer. Das Gebäudeensemble bestand ursprünglich aus: Haus Nr. 14: Die Bremische Hypothekenbank, später Neue Sparkasse, entstand 1895 nach Plänen von Albert Dunkel. Haus Nr. 15: Die Niedersächsische Bank. Haus Nr. 16: Das Wilcken’sche Haus von um 1650 stand hier bis 1893 als letztes Bürgerhaus am Markt. Es wurde stattdessen nach Plänen von Fritz Dunkel und Hermann Meyer ein Neubau für die Niedersächsische Bank errichtet. Fassadenelemente des Wilcken’schen Hauses, wie der Giebel aus der Spätrenaissance, wurden wiederverwendet. Die selbstständigen Gebäude Nr. 15 und 16 wurden 1912 durch den Umbau nach Plänen des Architekten Rudolf Jacobs zu einem Gaststätten- und Bürohaus zusammengefasst. Nach der Kriegszerstörung wurde um 1948 bis 1950 auf eine Wiederherstellung der Giebel verzichtet. Der Wiederaufbau erfolgte nach Plänen des Architekten Herbert Anker. Nur eine Auslucht (Utlucht) des Wilcken’schen Hauses blieb erhalten. Seit 1927 ist das Bankhaus Neelmeyer Eigentümer des Gebäudes Nr. 14 und seit 1954 hat die Bank ihren Hauptsitz in Nr. 14 bis 16.
Nr.17: 1950 entstand nach Plänen von Fritz Brandt das Medizinische Warenhaus.
Nr.18/19: Eduscho-Haus, Bankhaus Carl F. Plump & Co. Haus Nr. 18: Das Geschäftshaus wurde als Eduscho-Haus von 1952/1953 nach Plänen von Arthur Bothe gebaut. Haus Nr. 19: Das Eckhaus entstand 1960 nach Plänen von Gerhard Müller-Menckens. Die Bildhauerin Renate Albers modellierte die Wappensteine über dem Türsturz.

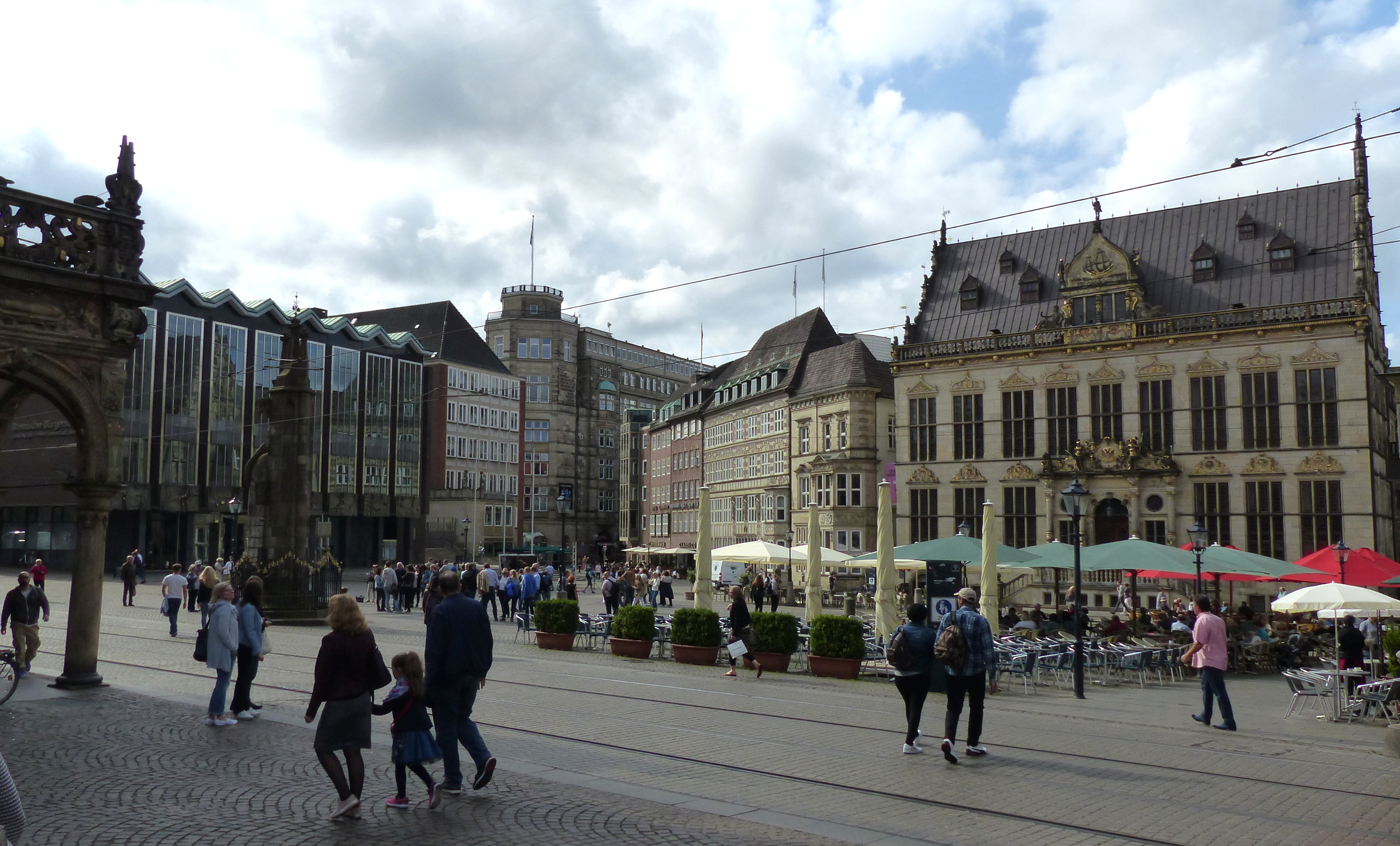
Südseite mit Schütting und Bankhaus Neelmeyer, links davon Baumwollbörse und Bürgerschaft
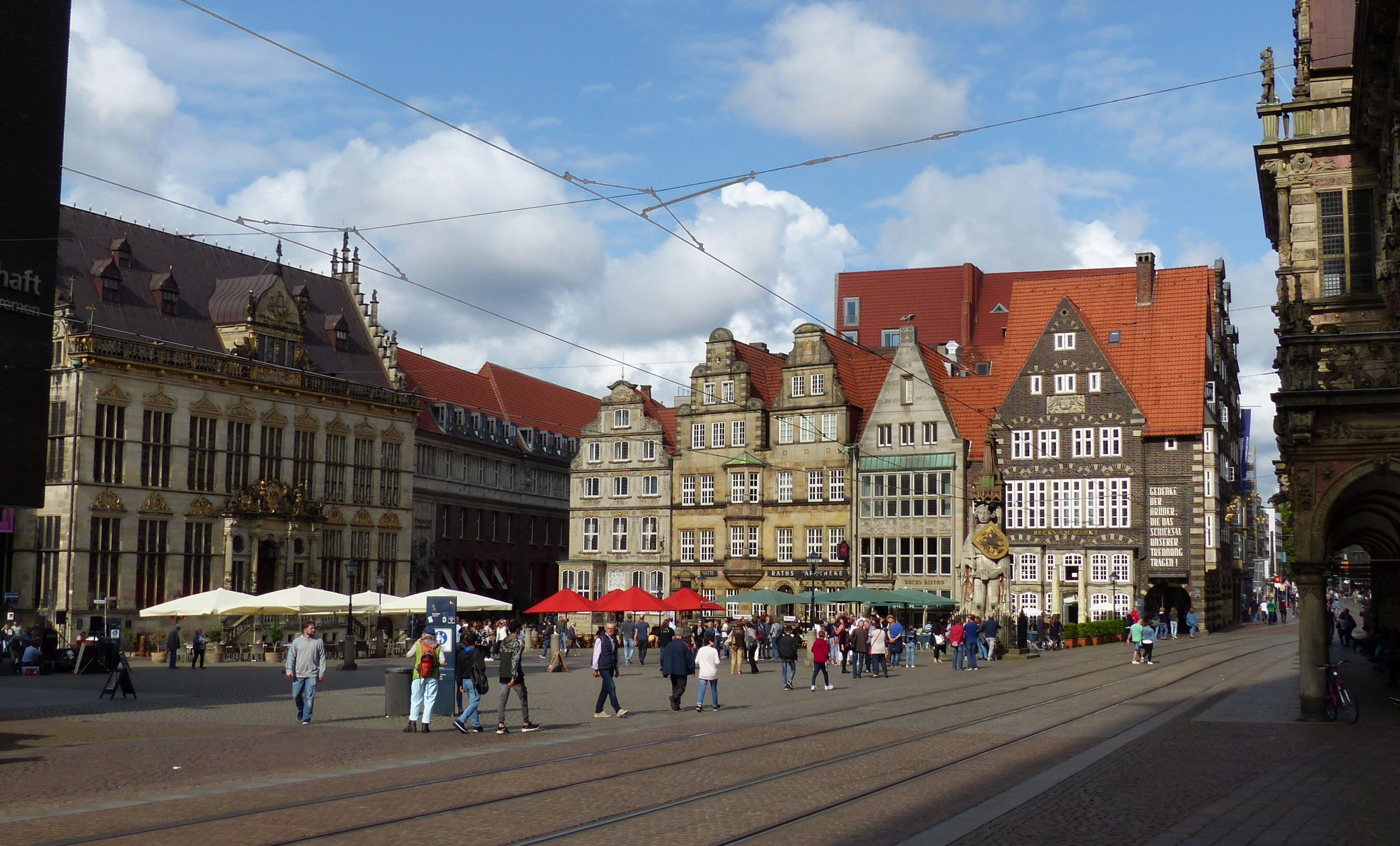
Nordwestseite mit Giebelhäusern (rechts neben dem Roland das Rathscafé/Deutsche Haus), links der Schütting

### Nordwestseite
An der Nordwestseite entstanden im 16. und 17. Jahrhundert einige Giebelhäuser im Renaissancestil, von denen keines erhalten geblieben ist. Die heutigen historisch anmutenden Fassaden entstanden im 20. Jahrhundert. Von rechts nach links befinden sich die folgenden denkmalgeschützten Gebäude:
Nr. 1: An der Ecke Am Markt/Obernstraße befindet sich das 1909 erbaute, im Krieg teilzerstörte und anschließend original rekonstruierte Rathscafé/Deutsches Haus mit der in den 1950er Jahren angebrachten Inschrift Gedenke der Brüder, die das Schicksal unserer Trennung tragen, die auf eine Mahnung Wilhelm Kaisens zur deutschen Teilung zurückgeht. Seit 2007 befindet sich das Gebäude im Besitz der Körber-Stiftung.
Nr. 9: Das hier im Renaissancestil um 1600 errichtete Giebelhaus diente später als Consuptionshaus und wurde im Zweiten Weltkrieg zerstört. Unter Einbeziehung des vom Altbau erhaltenen Türportals von 1620 wurde 1956 nach Plänen von Bernhard Wessel das Haus Zum Jonas errichtet, in dem Gaststätten untergebracht sind. Auf der Giebelspitze befindet sich die Plastik eines Wals, nach dem das Haus benannt wurde.
Nr. 11: 1594 wurde nach den Zeichnungen von Lüder von Bentheim ein Gebäudeensemble mit zwei Giebeln für die Raths-Apotheke und die Akzisemeisterei errichtet. Dessen Renaissancefront wurde um 1830 durch eine Biedermeierfassade ersetzt. 1893 brannten die oberen Stockwerke aus und das Haus erhielt einen Mittelgiebel nach Plänen von Max Salzmann. Dem Bombenangriff, der den Schütting zerstörte, fiel auch dieses Haus zum Opfer. Es wurde nach Plänen von Herbert Anker bis 1958 mit zwei Giebeln im Stil des Neubarocks neu aufgebaut.
Nr.12: An der Einmündung der Langenstraße in den Marktplatz wurde 1957/1958 nach Plänen von Eberhard Gildemeister und mit Unterstützung des Landesdenkmalpflegers Rudolf Stein unter Verwendung von Originalsubstanz der Fassade des zerstörten Rokokohauses Schlachte Nr. 31 das Haus der Stadtsparkasse erbaut.

## Platzgestaltung
Neben dem bereits erwähnten Hanseatenkreuz als markantestem Bodensymbol der Stadt und der dominierenden Roland-Statue findet man auf dem Platz auch kleinere Besonderheiten sowie diverse Sehenswürdigkeiten, die einem nicht sofort ins Auge fallen.

### Bremer Roland
Der Bremer Roland befindet sich direkt auf dem Marktplatz leicht linksversetzt sechs Meter vor der Fassade des Rathauses. Der erste hölzerne Roland wurde 1366 von Schergen des Erzbischofs verbrannt. Der heutige stammt aus dem Jahr 1404 (dem Jahr, in dem auch der Marktplatz entstand und der Umbau des Rathauses begann). Er ist ein Symbol der bremischen Freiheit und schaut deshalb, so will es die Legende, Richtung Domportal, um den Klerus an die Macht des Stadtrates zu erinnern. Die Kalksteinfigur hat eine Höhe von mehr als fünf Metern. Der Abstand der Kniespitzen beträgt eine Bremer Elle (exakt 55,372 Zentimeter) und zu ihren Füßen ist ein Krüppel eingearbeitet, der einer der Protagonisten der Sage um Emma von Lesum ist.

### Gründungslegende
Seit dem Jahr 1612 ist im rechten Zwickel des zweiten Bogens von links der zum Platz gewandten Rathausarkaden eine kleine steinerne Henne auf einem Nest mit Küken angebracht. Diese Henne ist Teil einer der berühmtesten Sagen der Hansestadt, der „Sage von der Bremer Gluckhenne“. Die Legende besagt, dass Weserfischer Schutz vor einem Sturm suchen mussten und eine Henne mit ihren Küken sah, die sich auf einer Düne in Sicherheit brachte. Dies sahen sie als Zeichen ihrer Naturgötter an und errichteten ebenfalls ihr Lager an dieser Stelle – der Anfang der Stadt Bremen.

### Bremer Loch

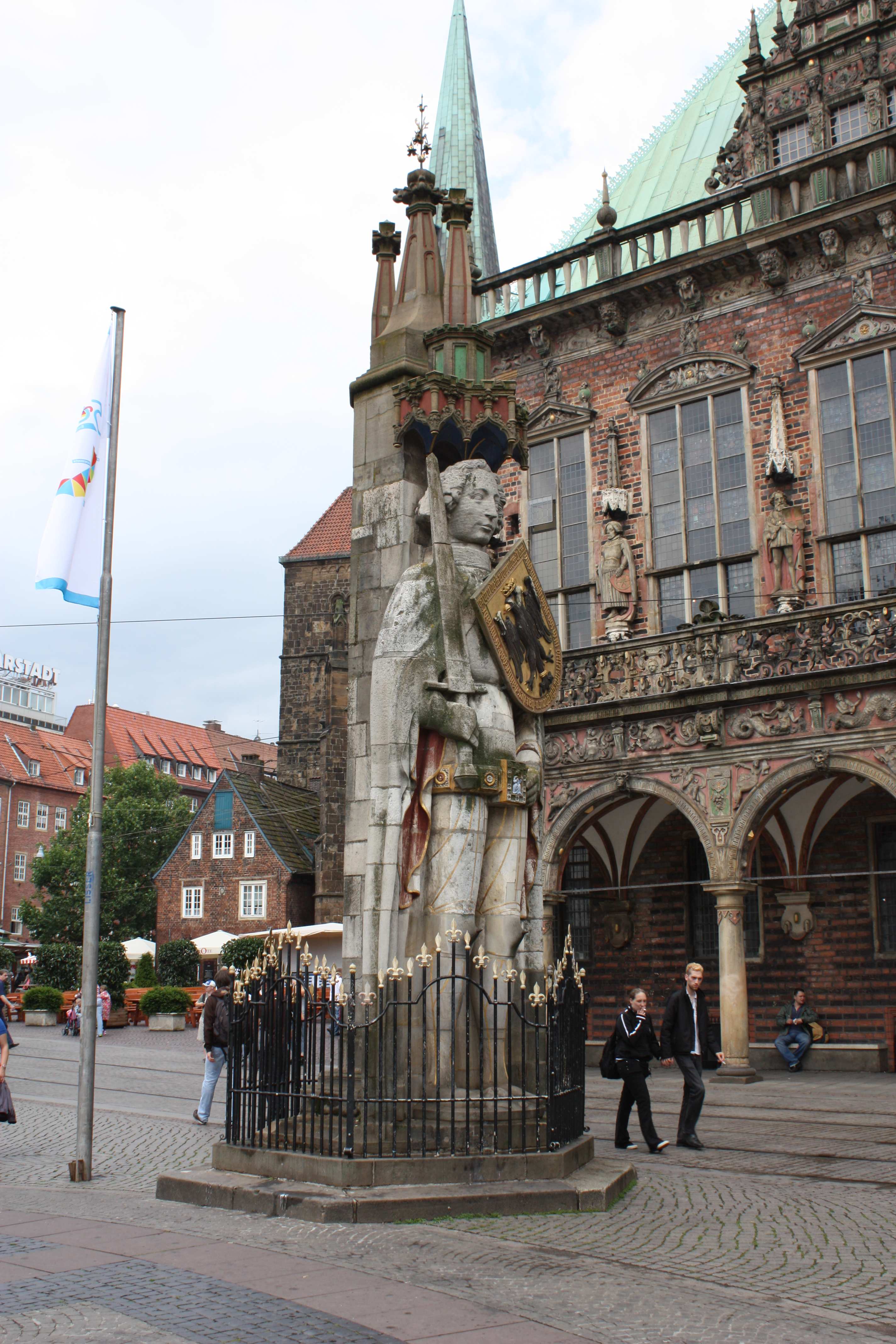
Weltkulturerbe: Bremer Roland und Bremer Rathaus

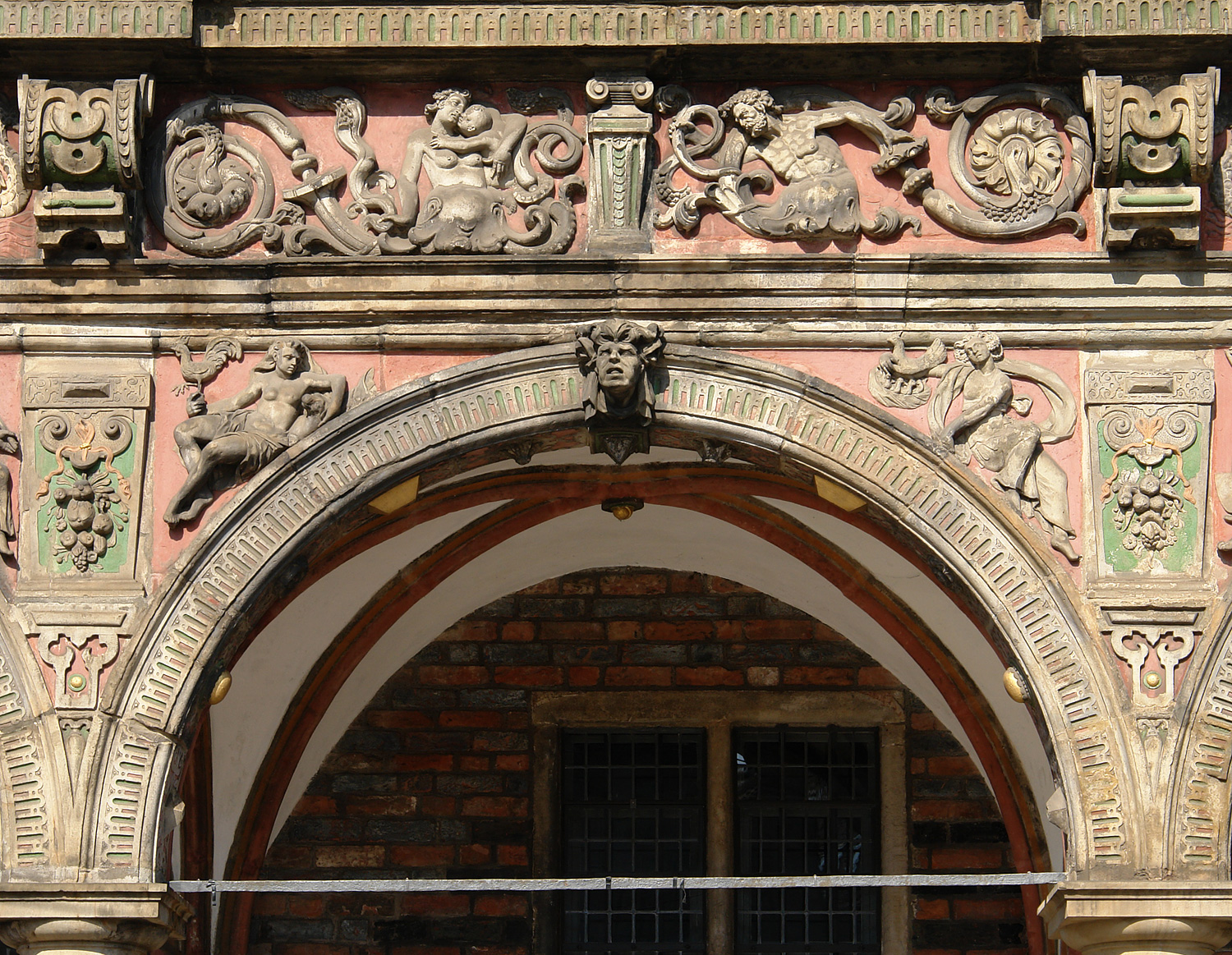
Die „Bremer Gluckhenne“ im zweiten Bogen von links

Seit 2007 befindet sich an der domseitigen Ecke des Bürgerschaftsgebäudes eine „Bremer Loch“ genannte unterirdische Spendenbüchse, die in das Pflaster des Marktplatzes eingelassen ist. Sie thematisiert das „heimliche Wahrzeichen“ von Bremen, die Bremer Stadtmusikanten, indem sie bei Einwurf einer Geldmünze die Tierlaute wiedergibt. Initiatorin der Spendenbüchse und zudem Nutznießerin der Spendeneinnahmen ist die Bremer Wilhelm-Kaisen-Bürgerhilfe, die als Dachorganisation von Wohlfahrtsorganisationen und unter Vorsitz des jeweiligen Bürgerschaftspräsidenten unter anderem Sammlungen organisiert.
Der kreisrunde Deckel der Spendenbüchse hat Ähnlichkeit mit einem Gullydeckel. Er besteht aus Bronze und hat einen Durchmesser von 45 Zentimetern. Die gegen Diebstahl mit einer besonderen Vorrichtung gesicherte Spendenbüchse weist eine Tiefe von 90 Zentimetern auf. Der Deckel trägt umlaufend am Rand in Versalien den Schriftzug „Wilhelm Kaisen Bürgerhilfe der Freien Hansestadt Bremen“. In der Mitte des Deckels befinden sich ein Geldeinwurfschlitz und eine plattdeutsche Aufschrift, die auf die Laute der Bremer Stadtmusikanten – Hahn, Katze, Hund und Esel - anspielt: „Kreih nich, jaul nich, knurr nich, segg i-aa, doh wat in’t Bremer Loch“ („Kräh’ nicht, jaule nicht, knurre nicht, sage ja, tu’ was ins Bremer Loch“). Bei Einwurf von Münzen in den Spendenschlitz des Deckels gibt sie die Laute der vier Bremer Stadtmusikanten wieder (Hahnⓘ – Katzeⓘ – Hundⓘ – Eselⓘ). Die Tierlaute sind im Sommer 2007 von Radio Bremen aufgezeichnet worden und werden nun durch eine Fotozelle ausgelöst.
Das Bremer Atelier für Gestaltung Haase & Knels konzipierte diese „akustische Sozial-Spardose“. Mit den Spenden – bis zu 15.000 Euro pro Jahr – unterstützt die Wilhelm-Kaisen-Bürgerhilfe ausgewählte Projekte. Eingeweiht wurde das „Bremer Loch“ am 27. Juli 2007 im Beisein von Bürgerschaftspräsident Christian Weber, der zugleich auch Vorsitzender der Stiftung ist.

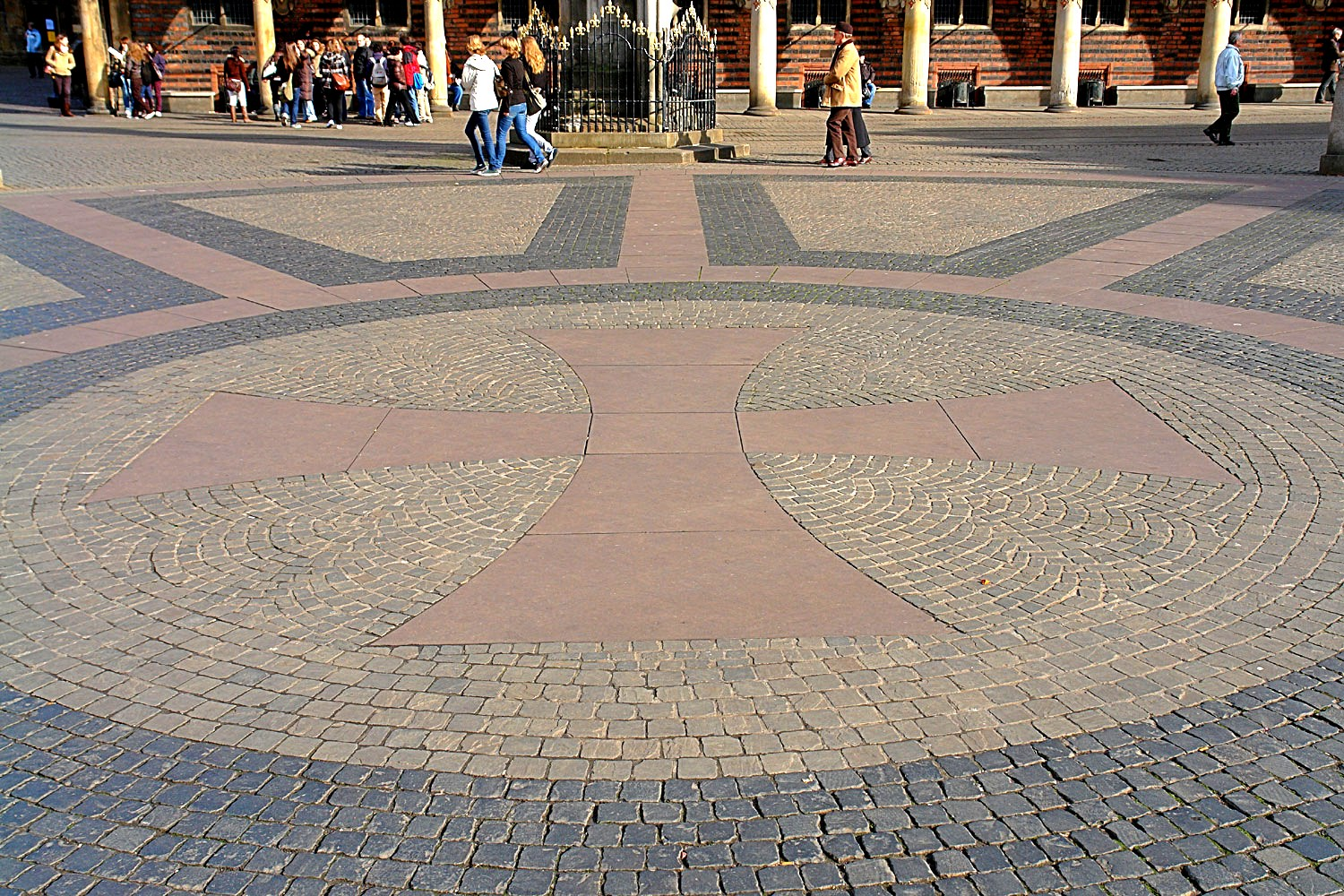
Das Hanseatenkreuz auf dem Marktplatz, vor dem Roland
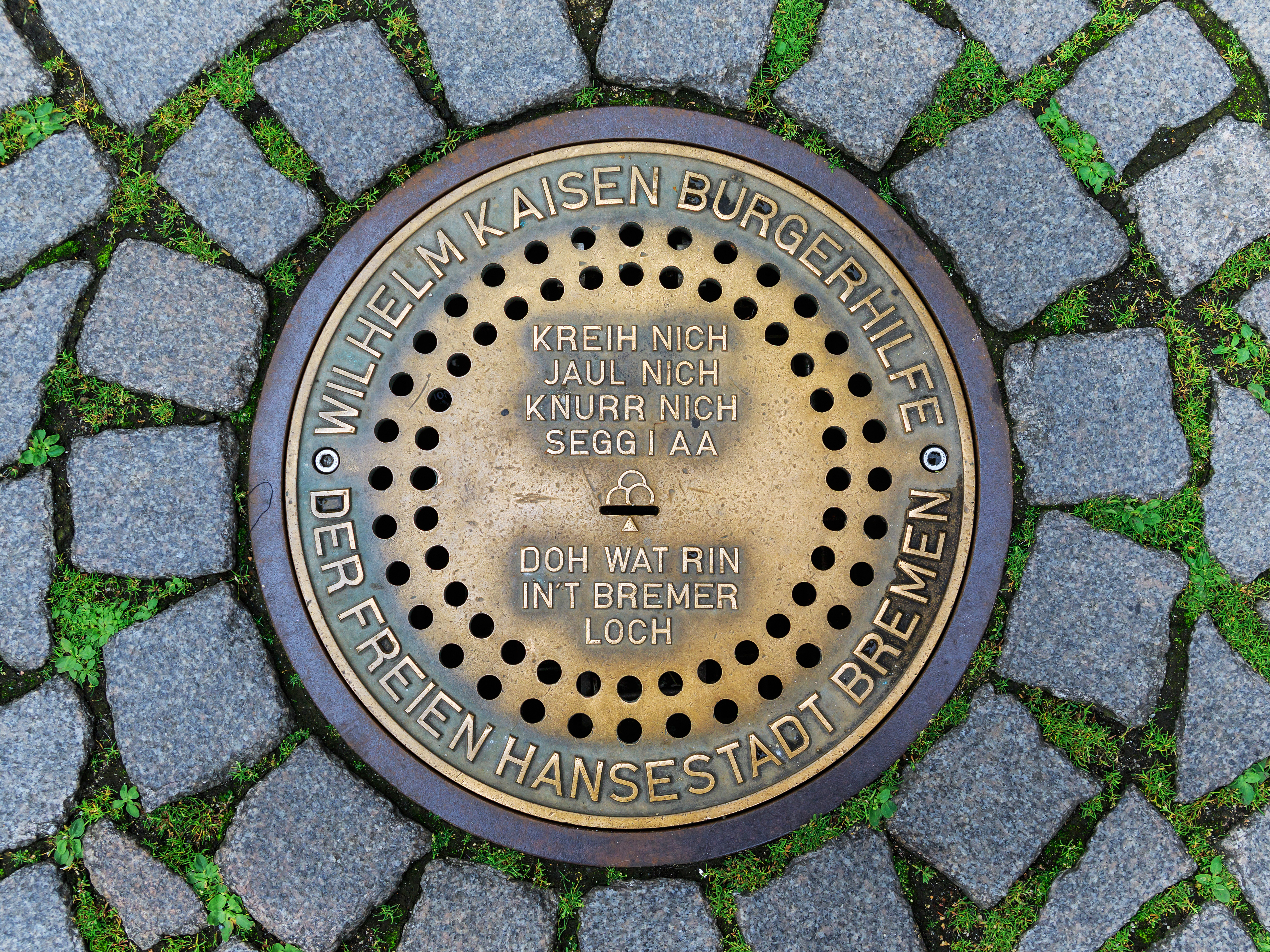
Das „Bremer Loch“ nahe dem Haus der Bürgerschaft – eine Spendenplatte

## Veranstaltungen

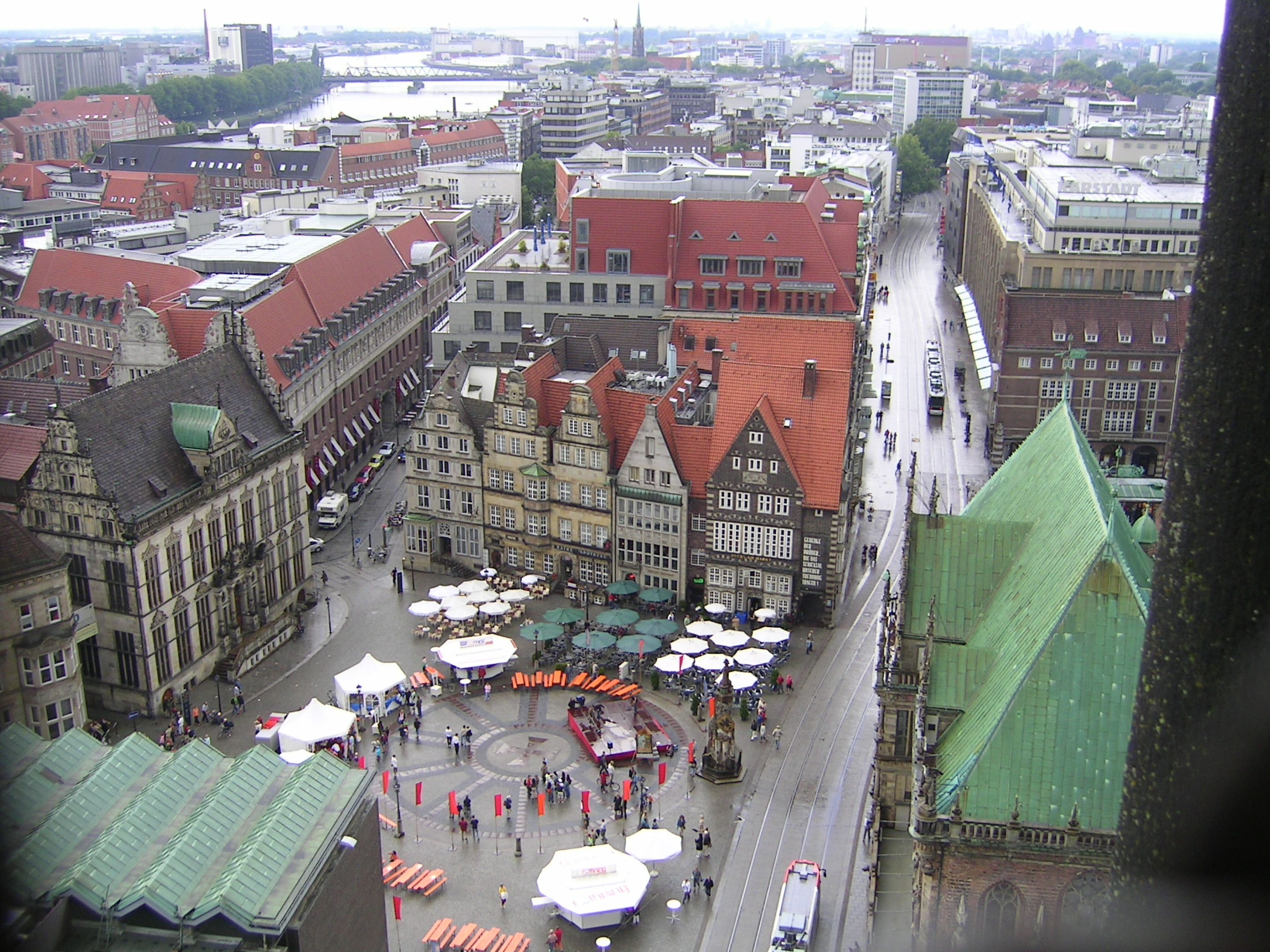
Der Marktplatz von der Aussichtsplattform des Südturmes des Bremer Doms (Blickrichtung gen Westen)

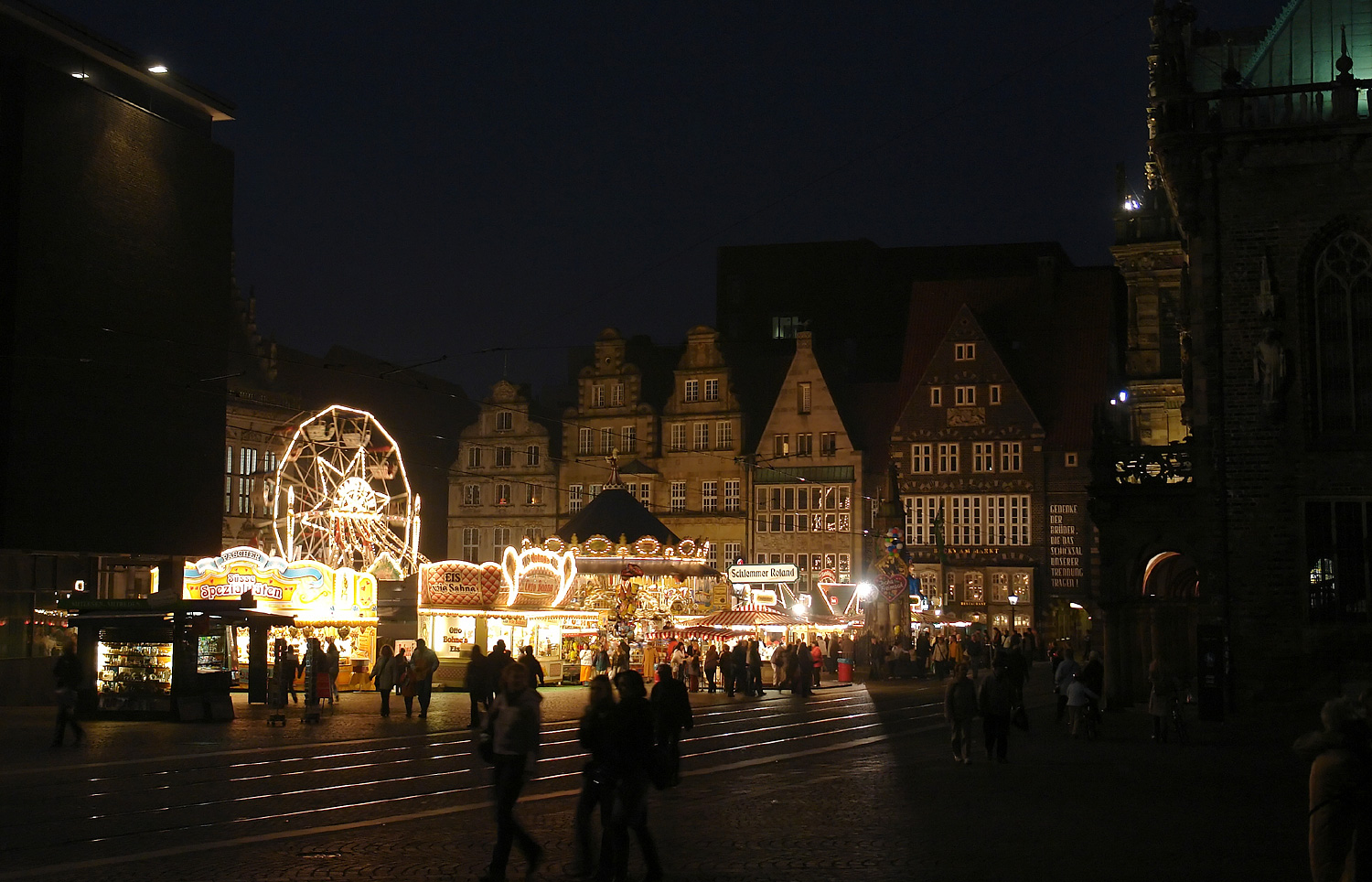
Der Kleine Freimarkt

Neben dem normalen Wochenmarkt war der Marktplatz auch immer wieder Veranstaltungsort für Feste und Demonstrationen. Im 19. Jahrhundert war der Platz ein Ort für nationale Feste (Schillerfeier) und Aufmärsche (Erinnerung an den Sieg über Napoleon 1813). Am 15. November 1918 verkündete der Arbeiter- und Soldatenrat vom Rathausbalkon einer großen Menschenmenge die Übernahme der politischen Gewalt in Bremen und hisste die rote Fahne. Schon seit dem Anfang des 15. Jahrhunderts bis 1919 war der Platz einer von mehreren Standorten des Bremer Freimarkts. Heutzutage findet dort zeitgleich mit dem großen Vorbild auf der Bürgerweide der nostalgische Kleine Freimarkt statt. Gegen Ende eines jeden Jahres, von den letzten Novembertagen bis Heiligabend, ist auf dem Marktplatz und den umliegenden Plätzen der Hauptteil des Bremer Weihnachtsmarktes aufgebaut. In jüngerer Zeit wurden auf dem Platz beispielsweise das Weinfest, der Tag des Kaffees und das Kinderfest SpielRäume schaffen organisiert.
Eine weitere traditionelle Veranstaltung ist das Turmbläser in Bremen auf der Aussichtsplattform des Südturms des Bremer Doms. Die Turmbläser gibt es in Bremen seit mindestens 1737. Sie blasen jeden Sonntag nach dem Gottesdienst mit Posaunen Choräle, Quartette, Fugen und Volkslieder. In der Weihnachtszeit spielen sie nicht nur sonntags, sondern auch häufiger. Die Tradition der Turmbläser drohte in Bremen noch vor wenigen Jahren unterzugehen, da die Finanzierung ungesichert war, seit etwa 2006 finden die Konzerte jedoch wieder regelmäßig statt.
Des Weiteren werden auf dem Marktplatz die Siegesfeiern des SV Werder Bremen abgehalten, wenn dieser den DFB-Pokal oder die deutsche Fußballmeisterschaft gewinnt. Beim Doublegewinn in der Saison 2003/04 feierten zweimal gut 40.000 Fans die Mannschaft, die sich auf dem Rathausbalkon präsentierte.
Auf dem Marktplatz findet auch jedes Jahr (eine Woche vor dem rheinischen Karneval) die Eröffnungsinszenierung des Straßenumzuges des Bremer Samba-Karnevals statt. Von hier aus zieht Europas größter Samba-Karneval mit Masken und Rhythmen in Richtung Viertel.
Seit dem 16. August 2004 findet jede Woche eine Montagsdemonstration auf dem Platz statt, die sich in ihrer Kritik an aktuellen politischen Themen orientiert. Bereits seit 1982 besteht die Initiative der Mahnwache für den Frieden, die donnerstags zwischen 17 und 18 Uhr abgehalten wird. Seit dem 26. Februar 2017 ist der Marktplatz vor dem Haus der Bürgerschaft ein sonntäglicher Demonstrationsort für die proeuropäische Initiative „Pulse of Europe“.

## Umgebung
Um den Marktplatz gruppieren sich viele historisch und touristisch interessante Sehenswürdigkeiten. Im Folgenden wird eine Auswahl genannt und kurz vorgestellt:

### Straßen und Plätze
- Die Böttcherstraße ist die bekannteste Straße der Stadt. Ein schmaler südlicher Zugang, die Schüttingstraße, führt am Schütting vorbei zu der nur gut 100 Meter langen berühmten Straße, die durchgängig künstlerisch gestaltet ist. Hierfür verantwortlich war zwischen 1922 und 1931 der Bildhauer Bernhard Hoetger. Seine Arbeiten wurden vom Bremer Kaffeekaufmann Ludwig Roselius finanziert, dem damals die gesamte Straße gehörte. Sie steht seit 1937 unter Denkmalschutz und beherbergt heute Kunsthandwerkstätten, Museen und Ausstellungen.
- Am Ende der Gasse führt ein Tunnel an der mittelalterlichen Martinikirche vorbei ans Weserufer zur Schlachte.
- Die historische Langenstraße führt zwischen Schütting und Stadtsparkasse vorbei an den Bauten der Weserrenaissance, der Stadtwaage und dem Essighaus, westlich zum Stephaniviertel.
- Die Obernstraße, die nach Westen führt, ist eine der wichtigen Einkaufsstraßen der Stadt.
- Die Sögestraße führt als Einkaufsstraße nach Norden zum Wall mit den Wallanlagen und zum Bremer Hauptbahnhof.
- Der Platz Unser-Lieben-Frauen-Kirchhof mit der gotischen Liebfrauenkirche schließt direkt an den Marktplatz an. Hier ist wochentags der Blumenmarkt.
- Auf dem nördlich gelegenen, von Banken umgebenen, Domshof findet unter der Woche ein Markt statt.
- Die östliche Domsheide ist ein wichtiger Verkehrsknotenpunkten des öffentlichen Nahverkehrsnetzes.

### Denkmale

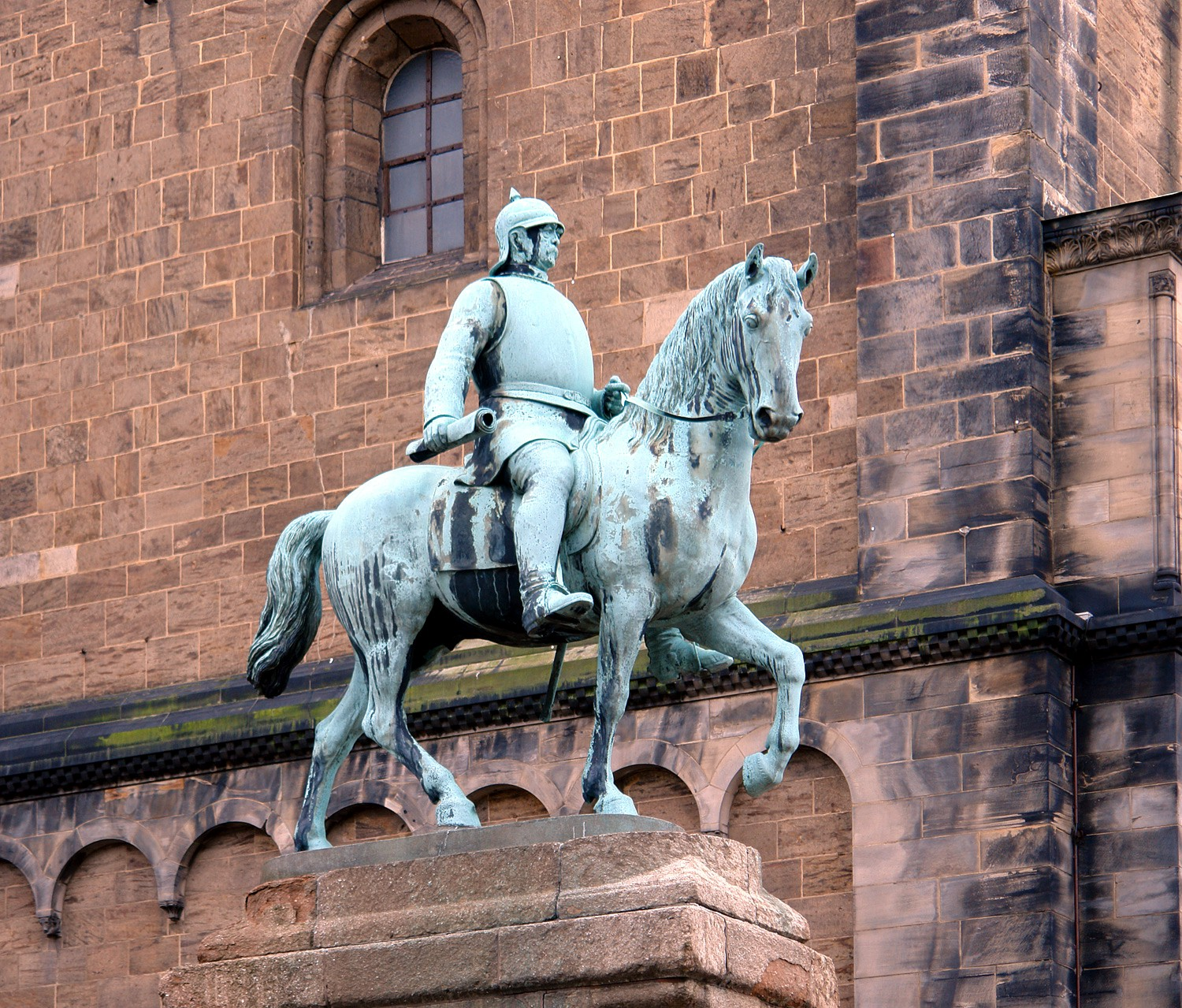
Das Bismarck-Reiterstandbild aus dem Jahr 1910 steht in Sichtweite zum Marktplatz neben dem Dom

- Zu beiden Seiten des Ostportals des Rathauses auf dem Grasmarkt in unmittelbarer Nähe zum Marktplatz stehen die Herolde. Die Kupferblechfiguren, die 1901 von Rudolf Maison entworfen worden sind, stehen an dieser Stelle erst wieder seit 2001, nachdem sie nach dem Zweiten Weltkrieg an einen anderen Standort gebracht worden waren.
- Das Bismarck-Denkmal von Adolf von Hildebrand, ein 1910 zur Erinnerung an den Reichskanzler Otto von Bismarck enthülltes Reiterdenkmal aus Bronze auf hohem Steinsockel, steht an einer glücklich gewählten Scharnierposition zwischen Marktplatz und Domshof.
- Der Spuckstein ist ein in das Pflaster eingelassener unscheinbarer Basaltstein mit einem eingekerbten Kreuz, in der Nähe des Bismarck-Denkmals und etwa 20 Meter nördlich des Brautportals des Doms. An dieser Stelle soll das Schafott gestanden haben, auf dem die Giftmörderin Gesche Gottfried im Jahr 1831 bei der letzten öffentlichen Hinrichtung in Bremen enthauptet wurde. Noch heute äußern manche Bremer und Touristen ihre Abscheu gegen diese Morde mit Ausspeien auf diesen Stein.
- Nördlich neben dem Dom in der Sandstraße stehen das Haus Heineken mit der ältesten bemalten Holzdecke Bremens (1580) und das Haus Vorwärts mit seiner sehenswerten Fassade. Es gehörte über 120 Jahre dem Verein „Vorwärts“ und stammt in Teilen aus dem ausgehenden 15. Jahrhundert.
- Die Bremer Stadtmusikanten, die heute eines der beliebtesten Fotomotive der Stadt darstellen, sind eine 1953 vom Bildhauer Gerhard Marcks geschaffene Bronzeplastik. Die Tiere befinden sich an der Westseite des Rathauses am Eingang zur Straße Schoppensteel. Viele Menschen glauben, dass ein Wunsch in Erfüllung geht, wenn man die Vorderbeine des Esels umfasst oder sie reibt und sich etwas wünscht. An dieser Stelle ist die Statue deshalb glänzend.
- Der Skulpturengarten der Bürgerschaft befindet sich direkt neben dem Haus der Bürgerschaft. In ihm stehen sechs Skulpturen (1960 bis 1969) von Gerhard Marcks.
- Im Rathaus liegt auch der älteste Weinkeller Deutschlands, der Bremer Ratskeller. Das Kellersystem, das aus acht Räumen besteht, erreicht man über eine Treppe, die an der Nordwestseite des Rathauses hinunterführt. Im Ratskeller lagern über 650 verschiedene Weine sowie der älteste Fasswein der Bundesrepublik. Entstanden sind die Räumlichkeiten um 1404, als der Rat der Stadt seinen Weißwein-Ausschank in den Keller des Alten Rathauses verlegte. Mit der Zeit wurden sie kontinuierlich erweitert. Heutzutage beherbergt der Ratskeller eine traditionelle Gaststätte und ein Gourmetrestaurant.

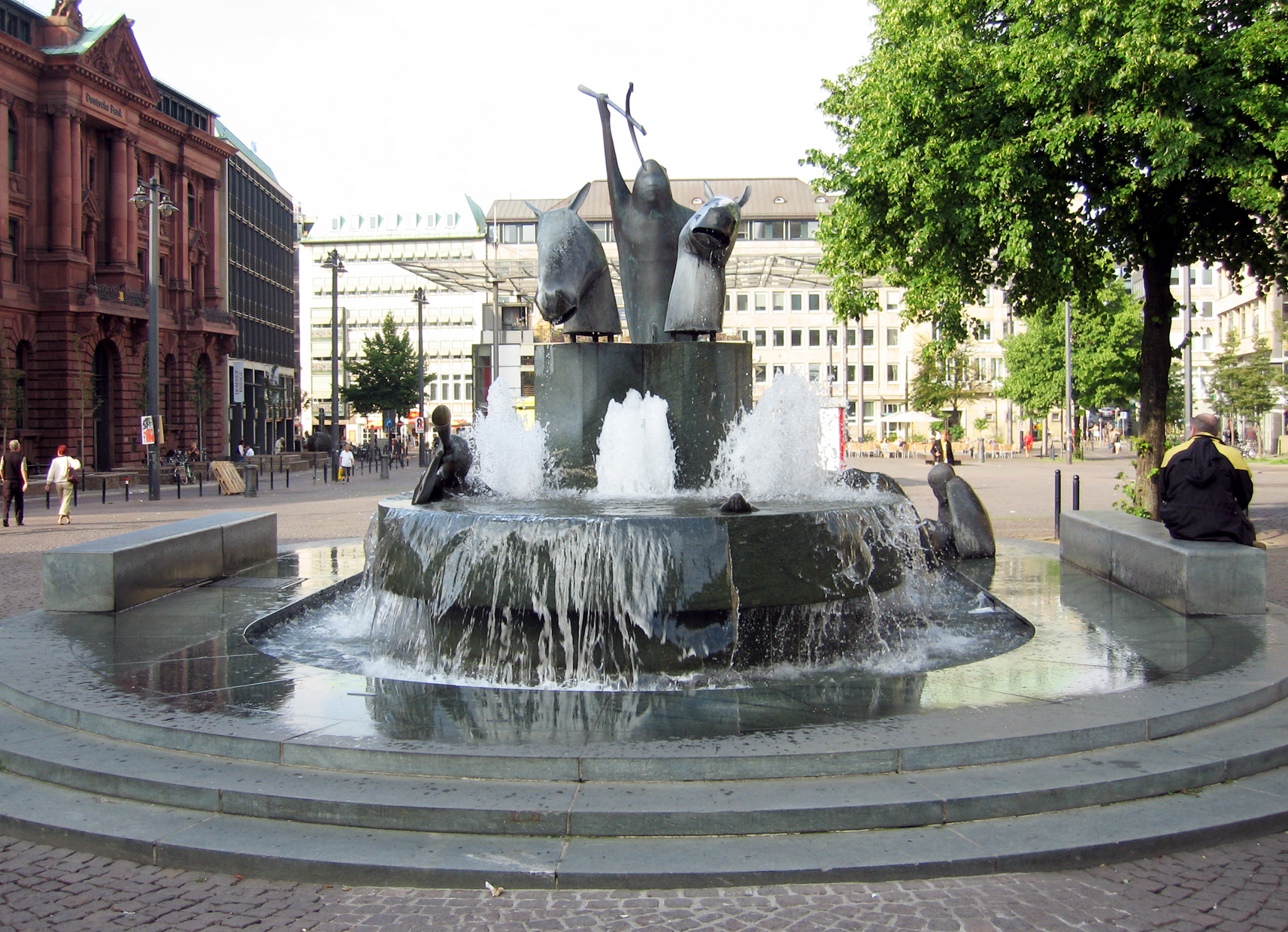
Der Neptunbrunnen auf dem Domshof

### Brunnen in der Umgebung
- Der Neptunbrunnen des Bildhauers Waldemar Otto wurde 1991 auf dem nahen Domshof errichtet.
- Der Marcus-Brunnen von 1909 auf dem Liebfrauenkirchhof, wurde früher auch als Taxibrunnen bezeichnet.
- Der Pferdebrunnen von 1974 vom Bildhauer Manfred Lohrengel, mit drei unterschiedlich hohen Wasserbecken (Hunde, Pferde, Vögel), steht an der Einmündung Obernstraße Ecke Sögestraße.
- Der Turmbläserbrunnen (Bremen) von 1899 mit einer bronzenen Skulpturengruppe von Max Dennert an der südwestlichen Ecke des Doms.

## Denkmalschutz
Die Gesamtanlage und alle Bauten am Marktplatz stehen unter Denkmalschutz:
- Am Markt 1: Rathscafé/Deutsches Haus, 1908–1911
- Am Markt 9: Beck's Bistro, früher Kaune-Haus, Consumptionshaus und Zum Jonas, von 1600 und 1963
- Am Markt 11: Raths-Apotheke, 1893/1894 und 1957/1958
- Am Markt 12: Sparkasse am Markt, 1755 und 1958
- Am Markt 13: Der Schütting, 1537/1538
- Am Markt 14, 15 und 16: Bankhaus Neelmeyer, Wilckens’sches Haus, Bremische Hypothekenbank, Geschäftshaus „Zum Roland“, Niedersaechsische Bank
- Am Markt 17: Medizinisches Warenhaus, 1950
- Am Markt 18: Eduscho-Haus, Bankhaus Carl F. Plump & Co., 1952/1953
- Am Markt 19: Bankhaus Plump & Co., 1960
- Am Markt 20: Haus der Bürgerschaft, 1962–1966
- Am Markt 21: Rathaus, Bremer Ratskeller, Neues Rathaus, ab 1400 bis heute
- Marktstraße 3: Haus C der Handelskammer, 1956
- Am Dom 1: St.-Petri-Dom, ab 1041 bis heute
- Am Dom 2: Kuesterhaus, 1926–1928
- Boettcherstraße 1, 2, 3, 4, 5, 6, 7, 8 und 9: 1922–1931
- Langenstraße 2, 4, 6 und 8: ex Disconto-Bank, heute Kontorhaus am Markt mit Ladenpassage, 1910–1912 und 2001/2002